# Loxodontomys micropus
Loxodontomys micropus är en däggdjursart som först beskrevs av Waterhouse 1837.  Loxodontomys micropus ingår i släktet Loxodontomys och familjen hamsterartade gnagare. Inga underarter finns listade.
Denna gnagare förekommer i södra delen av Chile samt i sydvästra Argentina. Arten vistas i buskskogar i Anderna och i angränsande kulliga regioner. Populationen på ön Chiloé är kanske ett självständigt taxon men räknas än så länge till denna art.